# ГЕС Унтераа
ГЕС Унтераа (нім. Kraftwerk Unteraa) — гідроелектростанція у центральній частині Швейцарії. Працює в долині річки Зарнер Аа (впадає до Фірвальдштетського озера на річці Ройс), що розділяє Емментальські Альпи та Урійські Альпи.
Машинний зал розташований між двома озерами природного походження, через які протікає Зарнер Аа — Лунгерерзе та Зарнерзе. Рівень першого ще у середині XIX сторіччя понизили на 36 метрів за допомогою дренажного тунелю, а в 1921 році розпочали його використання як водосховища. При довжині 5 км та площі поверхні 2,1 км2 воно має можливість запасати 55 млн м3 води.
У 2012 році почала роботу друга система подачі ресурсу на ГЕС Унтераа. Нею постачається вода із долини річки Гроссе Мельхаа (права притока Зарнер Аа, яка дренує північний схил Урійських Альп), при цьому на шляху дериваційного тунелю наявний водозабір із Кляйн Мельхаа (інша права притока Зарнер Аа, що впадає в останню між Лунгерерзе та Зарнерзе).
Вода подається до машинного залу через два дериваційні тунелі:
- довжиною 0,8 км та діаметром від 2,7 до 2 метрів, який прямує від Лунгерерзе та забезпечує напір близько 200 метрів;

- довжиною 1,1 км та діаметром від 2,2 до 2 метрів, який входить до дериваційної системи Мельхталь та забезпечує напір близько 300 метрів.

Машинний зал станції Унтераа споруджений у підземному виконанні та обладнаний чотирма турбінами типу Френсіс. Три із них загальною потужністю 54,5 МВт працюють на ресурсі, накопиченому в Лунгерерзе, ще одна потужністю 12 МВт — на воді із дериваційного тунелю Мельхталь. Разом вони виробляють 102 млн кВт·год на рік. При цьому один гідроагрегат потужністю 6,5 МВт видає однофазний струм частотою 16,7 Гц для потреб залізничної компанії SBB.
Варто також відзначити, що завдяки більш високому рівню дериваційної системи Мельхталь існує можливість пропуску води через станцію Унтераа до озера Лунгерерзе за принципом сполучених посудин. Це дозволяє накопичувати ресурс для роботи взимку.